# Abispa ephippium
Abispa ephippium (англ. Australian hornet) — вид великих поодиноких ос родини Vespidae.

## Поширення
Австралія (Квінсленд, Новий Південний Уельс, Західна Австралія, Північні території).

## Опис
Великі яскравозабарвленні оси. Голова, вусики і ноги помаранчеві. Грудка чорна з помаранчевими плямами на переднеспинці та задньогрудях. Черевце чорне з оранжево-жовтими перев'язами. Дорослі оси живляться нектаром. Личинок вигодовують гусеницями метеликів.